# غزو أنجوان 2008
غزو أنجوان 2008 (أطلق عليه اسم عملية الديمقراطية في جزر القمر)، في 25 مارس 2008، كان هجوم برمائي بقيادة جزر القمر، بدعم من قوات الاتحاد الافريقي، بما في ذلك قوات من السودان، تنزانيا، السنغال، جنبا إلى جنب مع الدعم اللوجستي من ليبيا وفرنسا. الهدف من الغزو هو الإطاحة بالعقيد محمد بكار، زعيم جزيرة أنجوان، أحد أجزاء اتحاد جزر القمر، عندما رفض التنحي بعد انتخابات 2007، في تحد للحكومة الاتحادية والاتحاد الافريقي. كان لأرخبيل جزر القمر الذي يقع في المحيط الهندي تاريخ مضطرب منذ الاستقلال عن فرنسا في عام 1975، حيث عانى من أكثر من 20 انقلاب أو محاولة انقلاب.
حدث الغزو في الصباح الباكر من يوم 25 مارس 2008. وتم السيطرة بسرعة على المدن الرئيسية، ثم أعلن أن أنجوان تحت سيطرة القوات الغازية في نفس اليوم. تمكن محمد بكار من الهروب إلى مايوت في 26 مارس طالبا اللجوء السياسي، لكن تم احتجازه من قبل الإدارة الفرنسية وجلبته إلى جزيرة ريونيون. وفي 15 مايو، رفضت فرنسا طلب بكار للجوء إلا أن مكتب اللاجئين الفرنسيين كان قد حكم أن محمد بكار لا يمكن تسليمه إلى جزر القمر بسبب خطر الاضطهاد والتعذيب.

## خلفية تاريخية

### ازدياد التوترات
تأخرت الحكومة الاتحادية لجزر القمر في إجراء انتخابات في أنجوان بسبب مخالفات مزعومة والترهيب، لكن مع ذلك، طبع بكار أوراق الاقتراع وعقد انتخابات في يونيو، وادعى فوزه الساحق فيها بنسبة 90 في المئة.

### الحشود العسكرية
في مارس 2008، بدأت مئات من قوات جزر القمر الحكومية بالتجمع في جزيرة موهيلي، التي هي أقرب إلى أنجوان من أكبر جزيرة، القمر الكبرى. قدمت السودان والسنغال ما مجموعه 750 جندي، في حين قدمت ليبيا الدعم اللوجستي للعملية. إضافة إلى ذلك، اتخد قرار إرسال 500 من القوات التنزانية ومن المقرر أن تصل قريبا في ما بعد. ساعدت فرنسا، القوة الاستعمارية السابقة، أيضا في نجاح العملية حيث قامت بالنقل الجوي لقوات الاتحاد الافريقي إلى المنطقة.